# فالينتينا لودوفيني
فالينتينا لودوفيني (بالإيطالية: Valentina Lodovini)‏ هي ممثلة إيطالية، ولدت في 14 مايو 1978 في إيطاليا.

## وصلات خارجية
- فالينتينا لودوفيني على موقع IMDb (الإنجليزية)
- فالينتينا لودوفيني على موقع روتن توميتوز (الإنجليزية)
- فالينتينا لودوفيني على موقع ألو سيني (الفرنسية)
- فالينتينا لودوفيني على موقع تيرنر كلاسيك موفيز (الإنجليزية)
- فالينتينا لودوفيني على موقع أول موفي (الإنجليزية)
- فالينتينا لودوفيني على موقع قاعدة بيانات الفيلم (الإنجليزية)
- فالينتينا لودوفيني على موقع كينوبويسك (الروسية)